# 建制派 (香港)
建制派 (けんせいは、英語: Pro-establishment camp）は香港左翼団体、親中派、親北派とも呼ばれる香港の政治派閥のひとつ。 建制派は、中華人民共和国政府と香港特別行政区政府、両者により制定・執行される香港基本法、香港国家安全維持法、香港特別行政区の選挙制度の改善に関する全国人民代表大会の決定、および中国共産党の指導による「中国の特色ある社会主義」、「一国二制度」、「一国二制度での台湾統一」などの政策を支持している。
建制派はさまざまな団体で構成されており構造が複雑である。派閥には民族資本家、旧イギリス領香港政府の一部の役人や公務員、地元の実業家、専門家階層の香港親共団体、伝統的な左派の労働組合、地元の社会団体や同郷会などがあり、その団体や個人らが概ね「一国二制度」の支持、《基本法》の順守、またはそれを反したとされる団体らの批判を主張する。 イデオロギー、政治的立場の面では建制派と民主派は対立しているが、特定の経済問題については同じ意見を持っているものもある。 逆に、建制派陣営の政治的スタンスは大体同じだが、経済的な問題では反対のスタンスをとる人も少なくない。
1997年に香港主権移行されて以来、建制派陣営の人物は行政府の上層部となり、地方選挙区直接選挙と職能団体選挙区での議席を組み合わせて立法会の支配権を維持してきた。 建制派陣営は、事実上の返還後の香港政府の与党連合である。 香港の行政長官は、香港法例の行政長官選挙条例により、どの政党にも所属できないことになっている。 政党の構成員は個人の資格で行政長官選挙に立候補できるが、「基本法」上行政長官が無所属であるべきと規定されるため、当選後は政党からの脱退が事実上義務付けられており、香港には「与党」が法律上存在しないことになる。
民主派 (香港)、香港本土派、修憲派等の非建制派や、反共メディアなどの親欧米派は、一般的に建制派を「保皇党 (香港)」、「獻世派」、「土共」、「左仔」、「港共」などと揶揄する。

## 概要
建制派は、香港社会の主流である工業・商業部門、金融部門、不動産部門（商界）、専門職階層など、さまざまな背景を持つ組織で構成されている。主に、現在の香港特別行政区政府を支持し、香港特別行政区政府が提案する政策や運動のほとんどを支持する政治団体を指します。民主建港協進連盟と香港工会連合会は、建制派陣営の主流政党として挙げられる。他にも香港工会連合会の加盟労働組合や、香港政府職員による組合、公営住宅関連、本土出身のいわゆる「新移民」などが支持する。
經民聯、新民党、自由党など政党がある。
1980年代、香港社会が初めて「保皇党」という言葉を、主権国家であるイギリスの支配に忠誠を誓い、それを擁護する人々を指す言葉として使って以来、蘋果日報や大紀元時報などの反共メディアは、「保皇党」という言葉を、当時の親英政府の保守派や現在の建制派を指す言葉として使うようになった。
香港返還後の立法委員会直接選挙の導入と立法委員会総選挙以降、親体制派の得票率は約40％にとどまり、民主派の60％を下回っていた。 しかし、立法会選挙におけるその優位性は、香港返還後に高まっており、2016年の立法会選挙では、政権交代後の初期に比べて、建制派の得票率が70％以上増加し、87万票と過去最高を更新している。 また、香港立法会は、地域別の直接選挙と機能別の選挙区を組み合わせて、建制派が多数派である。
2019年の香港区議会選挙では、建制派陣営が敗北したため、香港区議会では少数派となった。

## 主な政党、支持団体
建制派には、香港の多くの政党や政治団体、一部の無所属が含まれている。 現在、香港立法会に所属する主な政党は、民建連、經民聯、工連会、新民党、自由党などである。 現在の建制派政党の政治傾向は、このように解釈することができる。
- 伝統的建制派（中国語版）:民建連、工連会、港九労工社団聯会（中国語版）など。
- 商界 (香港政治派別)（中国語版）：經民聯（中国語版）、新民党、自由党、實政圓桌（中国語版）等
- 地区組織：西九新動力（中国語版）、公民力量 (香港)（中国語版）、創建力量（中国語版）。
- 過激派建制派（中国語版）：新界關注大聯盟（中国語版）、愛護香港力量（中国語版）、愛港之聲（中国語版）、保衛香港運動（中国語版）、幫幫香港出聲行動（中国語版）、香港青年關愛協會（中国語版）、香港政研會（中国語版）等。
- 郷事委員会とその他：紫荊黨（中国語版）、新世紀論壇（中国語版）、郷議局と各鄉事委員会等。